# Classe Des Moines
La classe Des Moines fu una classe di incrociatori pesanti della United States Navy composta da tre unità. Furono commissionati tra il 1948 ed il 1949 e servirono la marina per molti anni nel secondo dopoguerra. Erano armati con una batteria da 203 mm automatica, in 3 torri trinate, e con ben 24 cannoni da 76 mm automatici per il ruolo contraereo.

## Unità
- USS Des Moines (CA-134)
- USS Salem (CA-139)

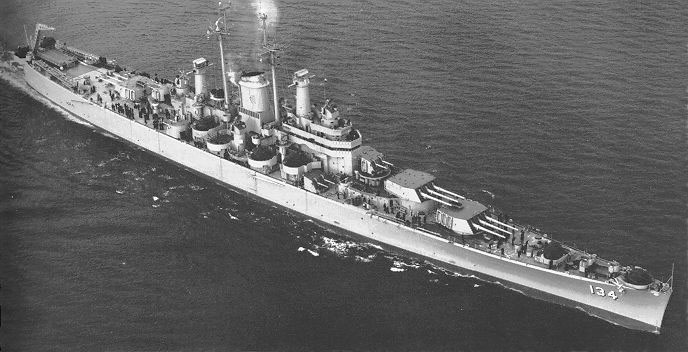
L'incrociatore USS Des Moines (CA-134)

- USS Dallas (CA-140) costruzione annullata nel 1946.
- USS Newport News (CA-148)